# Stachyris grammiceps
Stachyris grammiceps е вид птица от семейство Timaliidae. Видът е почти застрашен от изчезване.

## Разпространение
Видът е разпространен в Индонезия.